# Kelley Law
Kelley Atkins, coniugata Owen e, successivamente, Law (Maple Ridge, 11 gennaio 1966), è un'ex giocatrice di curling canadese.

## Biografia
Partecipò all'età di 36 anni ai XIX Giochi olimpici invernali edizione disputata a Salt Lake City (Stati Uniti d'America) nel 2002, riuscendo ad ottenere la medaglia di bronzo nella squadra canadese con le connazionali Diane Nelson, Cheryl Noble, Julie Skinner e Georgina Wheatcroft.
Nell'edizione la nazionale britannica ottenne la medaglia d'oro, la svizzera quella d'argento.